# Mariatu Kamara
Mariatu Kamara (sinh ngày 25 tháng 5 năm 1986 tại Yonkro, Sierra Leone) là Đại diện Đặc biệt của UNICEF, là một tác giả và là người sống sót qua cuộc nội chiến ở Sierra Leone.

## Đầu đời
Mariautu Kamara được nuôi dưỡng tại ngôi làng nhỏ Magborou tại một quốc gia Tây Phi, Sierra Leone. Mẹ cô, Aminatu, là vợ thứ hai của cha cô, người đầu tiên là Sampa; đồng nghĩa với việc cô lớn lên trong một gia đình đa thê. Khi còn rất trẻ, cô được gửi đến sống cùng với chị gái của cha mình, Marie và chồng cô ấy, Alie.

## Trãi qua chiến tranh
Lúc chỉ mới là một đứa trẻ 12 tuổi trong cuộc nội chiến ở Sierra Leone, Kamara, cô đã bị một người đàn ông trong gia đình tên là Salieu cưỡng hiếp; Salieu, người mà cô phải kết hôn khi đến 16 tuổi, là một người bạn đáng tin cậy của dì Marie. Ngay sau đó vụ cưỡng dâm, ngôi làng đã bị phiến quân Mặt trận Liên minh Cách mạng Sierra Leone xâm chiếm, họ đã chặt đứt cả hai tay cô. Trong suốt cuộc tấn công, cô đã tận mắt chứng kiến nhiều thành viên trong gia đình và bạn bè của mình lần lượt bị giết hại, cũng như kẻ hiếp dâm Salieu, nhưng cô đã may mắn trốn thoát. Cô tìm đường đến Bệnh viện Connaught ở Freetown (dọc đường cô được một số người lạ giúp đỡ), phẫu thuật được tiến hành trên cánh tay để ngăn ngừa nhiễm trùng. Nơi đây, cô phát hiện ra rằng mình đã mang thai. Sau đó, cô hạ sinh một cháu bé trai mà cô đặt tên là Abdul. Đứa trẻ bị suy dinh dưỡng nặng và đến khoảng mười tháng tuổi thì chết.
Sau khi xuất viện, Mariatu dành nhiều năm đi xin tiền để sống tại trại Aberdeen Amputee đông đúc. Cô trở thành một phần của một nhóm kịch tại đây, với nhiều người khác cùng độ tuổi, qua những những màn biểu diễn và nhảy múa nhằm truyền tả những vấn đề của đất nước mình. Sau đó cô được nhận cơ hội để phục hình cánh tay và được đến London. Nhờ nhận được sự tài trợ của UNICEF, cô đã chuyển đến Canada, nơi cô đã lưu diễn với Free the Children (nay là WE) và cùng UNICEF để thúc đẩy quyền bình đẳng cũng như quyền giáo dục.

## Cuộc sống
Năm 2008, Kamara đã viết một cuốn sách về những trải nghiệm của mình trong chiến tranh, hợp tác với nhà báo người Canada Susan McClelland. Cuốn sách có tựa đề The Bite of the Mango.

### Trích dẫn
- Kamara, Mariatu; McClelland, Susan (2008). Bite of the Mango. Bloomsbury Publishing. ISBN 9781408805190.